# Kapuzinerkloster Irdning

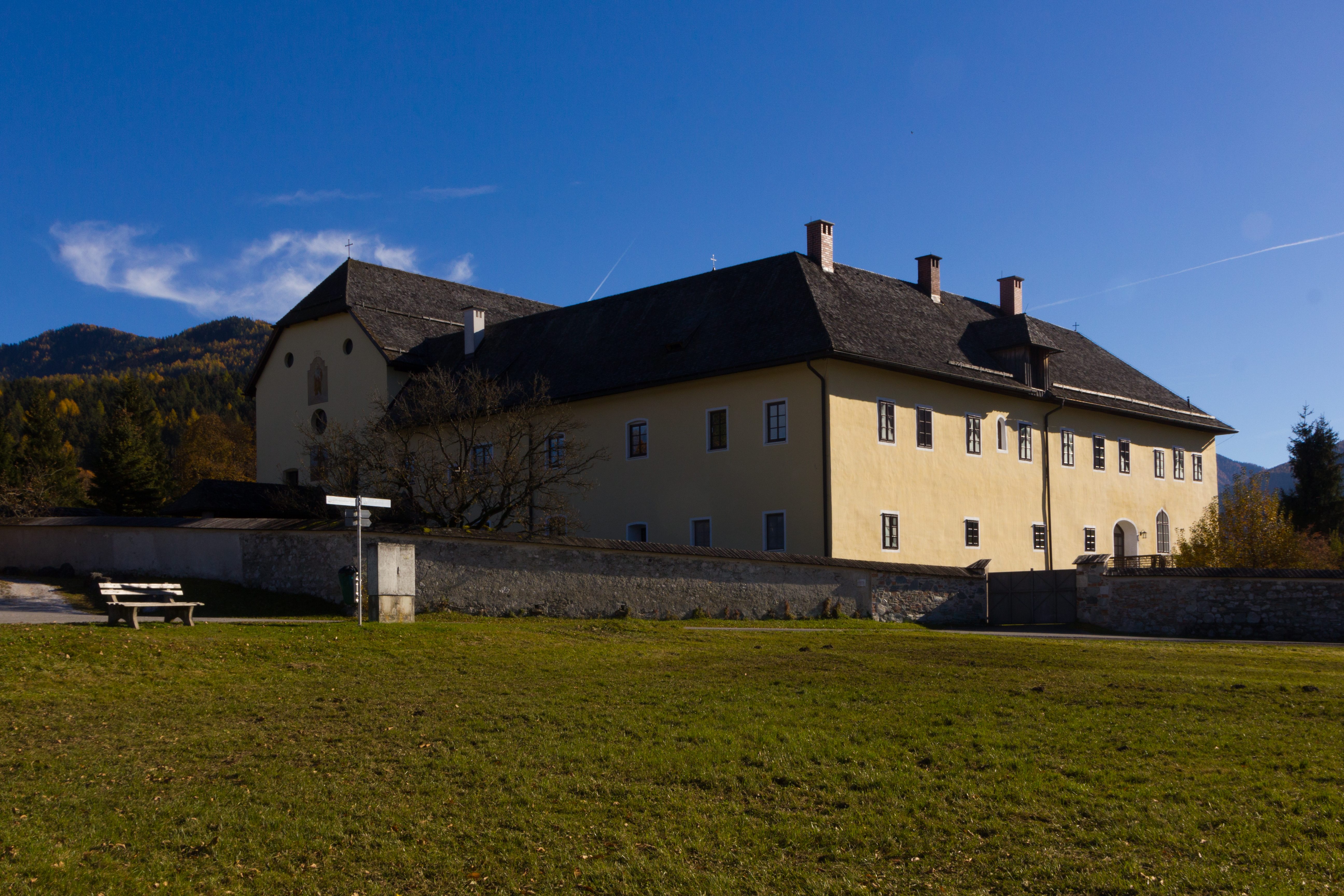
Das Kapuzinerkloster aus nordwestlicher Richtung

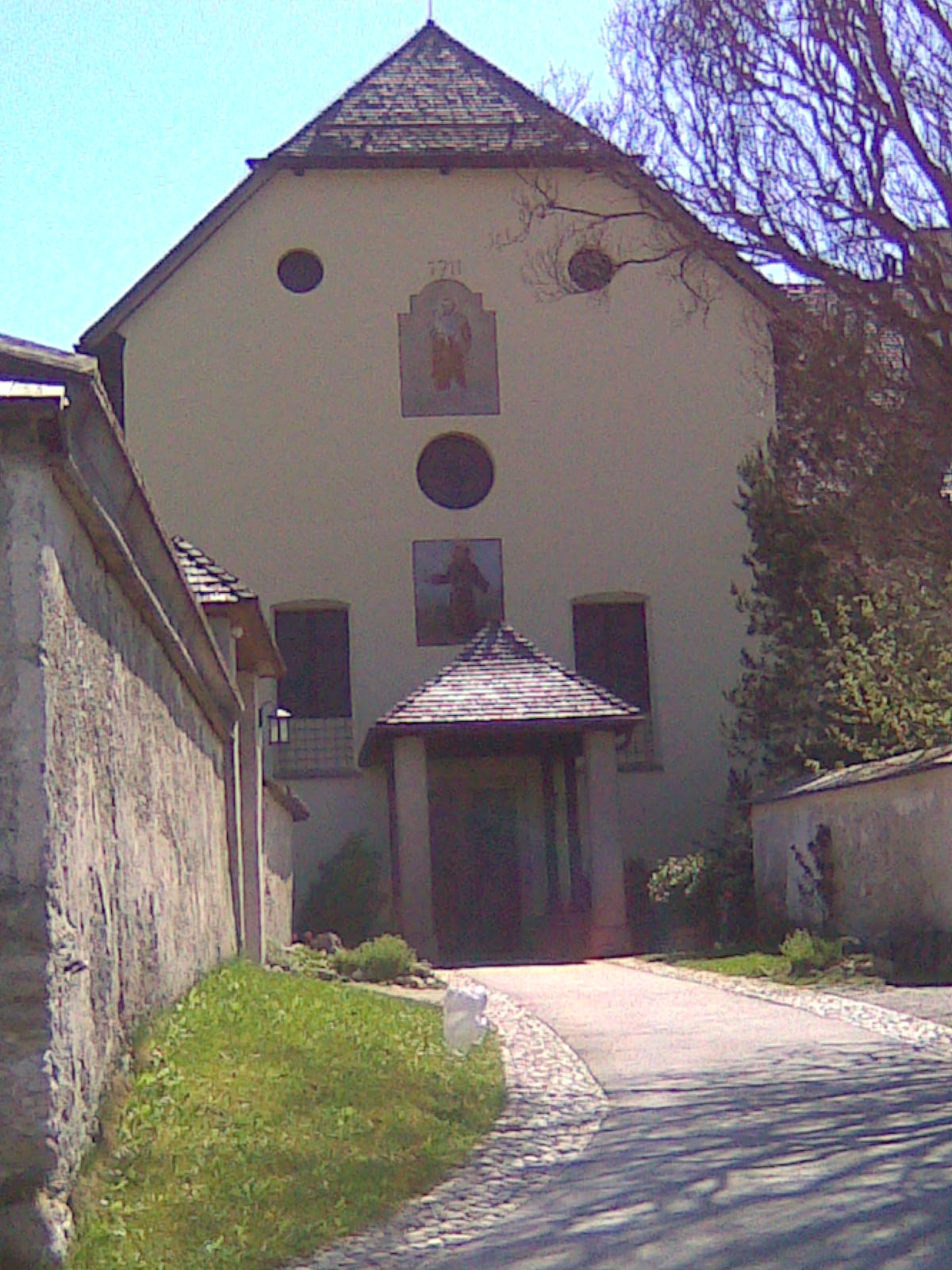
Eingang des Klosters

Das Kapuzinerkloster Irdning ist ein Kapuzinerkloster auf einer kleinen Anhöhe in der Ortschaft Falkenburg in der Marktgemeinde Irdning-Donnersbachtal in der Steiermark.

## Geschichte
Im Jahre 1615 wurde von den Praunfalk ein Jagdschloss Falkenburg erbaut, welches damit auch dem Ort den Namen gab. Mit Siegmund Freiherr von Welsersheimb wurde das Gebäude im Jahre 1711 in ein Kapuzinerkloster umgebaut. Vom ehemaligen Schloss ist der Torflügel erhalten.
Von 1998 bis 1999 wurde mit Architekt Sergio Molina aus Öblarn das Kloster baulich saniert und ein Umbau und Zubau ausgeführt.

## Klostergebäude
Das Kloster ist ein einfacher zweigeschoßiger Bau mit einem Hof mit Bogengängen.
Eine Figur Maria mit Kind im Refektorium ist aus dem Ende des 15. Jahrhunderts. Ebendort ein Bild des Stifters Welsersheimb. Ebendort ein Bild Abendmahl von Johann Lederwasch aus 1780.

## Klosterkirche hl. Joseph
Im Westen des Klosters ist die nach Süden orientierte mit der Jahreszahl 1711 bezeichnete Klosterkirche erbaut worden und wurde im Jahre 1718 geweiht. Die Kirche wurde 1777 nach einem Brand wiederhergestellt. Das Langhaus und der eingezogene gerade abschließende Chor sind stichkappengewölbt. Östlich des Chores ist ein Betchor. Die Empore im Norden ist aus Holz. Im Osten des Langhauses sind zwei kreuzgratgewölbte Kapellen angebaut. Der Dachreiter steht über dem Betchor.
Der Hochaltar wurde am Ende des 19. Jahrhunderts neu errichtet. Das Altarbild Hl. Anna mit Kind von Philipp Carl Laubmann ist aus 1778. Das ehemalige große Hochaltarbild Heilige Familie von Johann Veit Hauck aus 1712 ist in einer Kapelle. Die barocken Seitenaltäre sind einfach gestaltet. Im Betchor sind vier große Gemälde mit Ordensheiligen aus dem Anfang des 18. Jahrhunderts. Der Sakristeischrank ist aus 1598.